# Strnad bělohlavý
Strnad bělohlavý (Emberiza leucocephalos) je středně velký druh pěvce z čeledi strnadovitých. 

## Popis
Podobá se strnadu obecnému, jen žlutá ve zbarvení je nahrazena bílou. Dospělý samec má navíc červenohnědé hrdlo a nadoční proužek. Samice jsou obtížně odlišitelné. 

## Výskyt
Hnízdí na Sibiři východně od Uralu; zimuje ve střední Asii, místy na západ až po jižní Evropu. Do západní Evropy zaletuje jen vzácně na podzim a v zimě. Výjimečně zalétl také do České republiky, kde byl dosud zjištěn dvakrát – v říjnu 1889 byl samec chycen u obce Horní Polubný (okres Semily) a v říjnu 1962 byli tři ptáci pozorováni u Lednice.

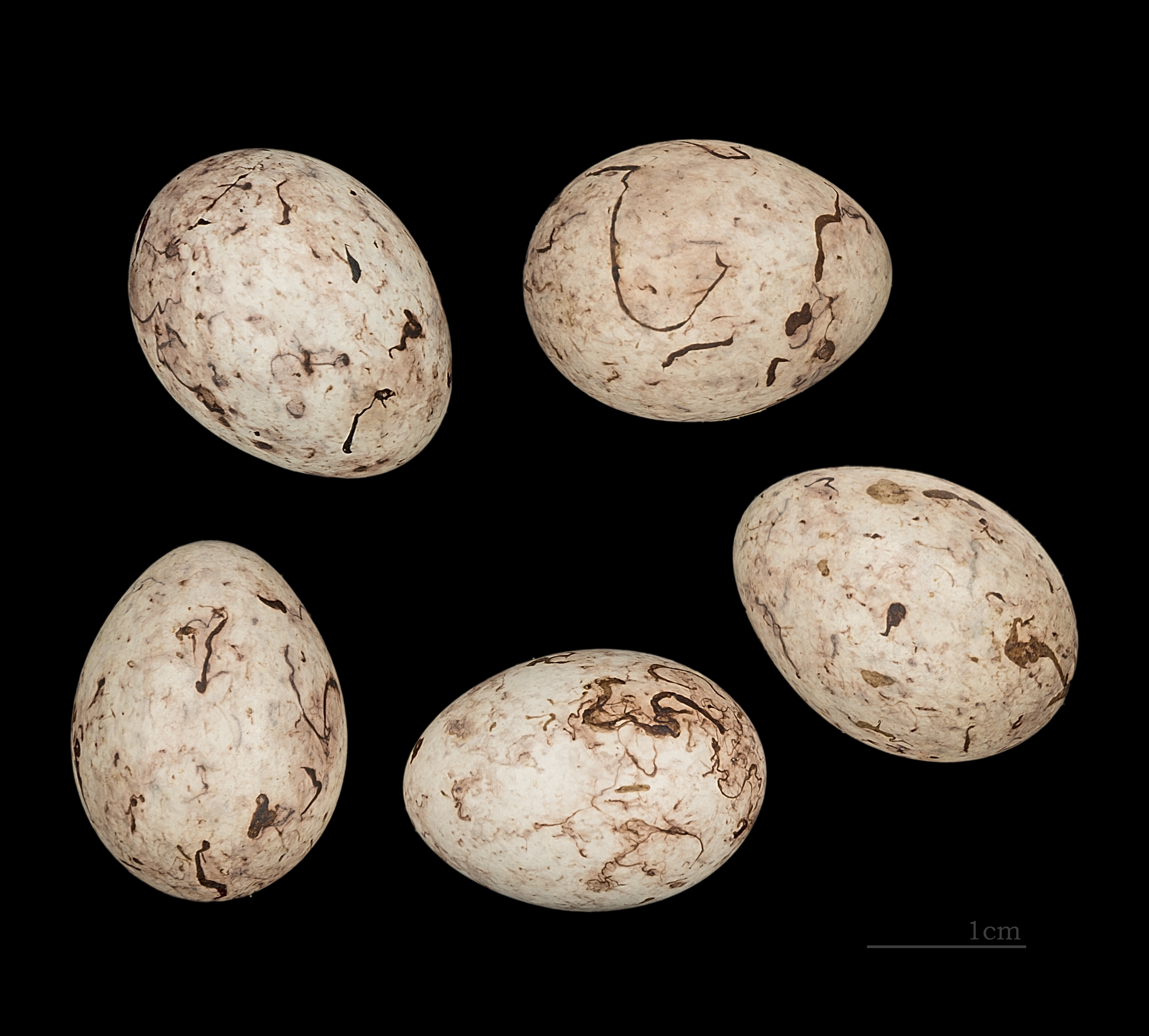
Vejce stranada bělohlavého (Emberiza leucocephalos)